# 郎位十五
后髮座2，又名BD+22 2437，HD 104827、SAO 82123、HR 4602，是后髮座的一颗恒星，视星等为5.87，位于銀經238.22，銀緯77.86，其B1900.0坐标为赤經11h 59m 9.3s，赤緯+22° 77.86′ 58″。